# Antrocephalus conicalis
Antrocephalus conicalis är en stekelart som först beskrevs av Girault 1930.  Antrocephalus conicalis ingår i släktet Antrocephalus och familjen bredlårsteklar. Inga underarter finns listade i Catalogue of Life.